# Беломорци
Беломорци е село в Североизточна България. То се намира в община Омуртаг, област Търговище.

## География
Село Беломорци се намира на югоизточен склон, на три километра на изток от град Омуртаг, област Търговище, северно от пътя Търговище – Велико Търново. Землището му е около 12 000 декара, граничещо със землищата, както следва: на юг – на село Тъпчилещово; на изток – на село Презвитер Козма, на север – на село Бостан, и на запад – с обширни гори. Малката река Ялъдере опасва селото от юг, изток и север. Климатът е континентален, преобладават ветрове от северна четвърт.

## История
Селото е основано от три (според спомени на местни хора, даже шест) големи рода изселници от Беломорска Тракия (откъдето идва и името му). През втората половина на 20 век в него започват да идват първите заселници от цигански и турски произход. Заселниците са дошли от село Янюрен, Софлувска община, които се намират на западния бряг на р. Марица. Изселването е започнало през 1878 година. Причина за бягството на изселниците е приближаването на руските войски и страхът от турските кръвопролития.
Бягството към българските земи е станало в късна есен, когато събраното грозде е било в бъчвите и младото вино е било готово. По даден знак от съседни села жителите на Янюрен са тръгнали без подготовка, с по една волска кола, оставяйки почти всичкото си имущество в къщите, грабвайки само децата си. Част от хората са останали по път – има заселници в Тополовград, Свиленград. Останалата част са продължили на север. Студената зима през 1878 – 79 година сварва бегълците в селата из Източна Румелия. Там те преживяват студа.
През пролетта бегълците прекосяват Балкана. Решават, че вече са достатъчно далеч от турците и се заселват в селата в Търговищка околия – Беломорци, Светлен, Буховци, Надарево, Здравец и др.
Янюренските родове са традиционно овцевъди, като Беломорци е било известно с кашкавала, маслото и сиренето, произвеждани от селските стопани. Интересен е също т.нар. „беломорски“ диалект, наситен разговорно с думи като „Щу“ /Какво/ „Ке“ /Ще/, „Хатя“ /Хвана/, „Галиба /Май/ и др.

## Население
След преселението беломорци свято пазят корена и кръвта си. Женят се предимно за хора от изселническата общност, от селата Светлен, Надарево, Буховци, Момино, Здравец и др. Целта е да се съхранят паметта, традициите и роднинските връзки от коренните земи. Има много случаи на брачни двойки, които са втори братовчеди. И до днес се пази родовата памет на Русковци, Тунгартовци, Полихронци, Пемовци, Дорювци, Станковци, Чурчевци, Дечевци и др.
Беломорци са трудолюбиви хора. Независимо от факта, че землището на селото е около 12 000 декара, заселниците упорито се трудят и го превръщат в цъфтящо стопанство. Основният поминък си остава овцевъдството, а работният добитък – волове, биволици, коне и магарета.
Село Беломорци в средата на 20 век наброява около триста къщи с близо 2000 жители, с основно училище, читалище и работещо стопанство. В училището учат и децата от съседните села – Горна и Долна Хубавка, Бостан, Презвитер Козма и др. Дворовете са пълни с добитък, мегдана – с млади хора, на празници се стичат стотици гости, хората живеят не охолно, но добре. Селскостопанската продукция на беломорчани се търси на пазарите в Търговище и Омуртаг.
През последната третина на миналия век в селото масово прииждат отначало цигани, а по-късно и мюсюлмани с турско самосъзнание.
Към началото на 21 век основно е заселено с цигани.

## Културни и природни забележителности
От началото на двадесети век селото има основно училище. Там се учат не само децата от Беломорци, но и тези от селата Долна и Горна Хубавка, Бостан, Тъпчилещово, Божурка и Презвитер Козма. В двора на училището има и детска градина.
Неделима част от културното наследство на България е и диалектът на изселниците от Беломорска Тракия – звучен, мек и в голяма степен неразбираем за Северна България. Говорят на „ке“ (ще), на „ре“ (бе, бре), с меки последни съгласни в думите и много, по своему променили се гърцизми и турцизми.
На километър и половина на запад от селото, в гората, наречена „Баладжилък“, има минерален извор. Водата съдържа серни съединения. Оттам и името на изворчето – „Барут хотул“, барутения извор. На края на барутхотулската гора е хълмът „Ергован“ – обсипан с люлякови храсти и известен с пепелянките, населяващи камънака му.
В селото през 1989 година е открит Етно-исторически музей, по случай 110-годишнината от Преселението.

## Редовни събития
Открай време в Беломорци ежегодно се провежда събор, в неделята, най-близка до 2 юни – Денят на Ботев. През юни 1989 година селото за последен път посреща над двеста свои деца. След населването му с роми потомците на старите беломорчани ежегодно организират и провеждат т.нар. Беломорски срещи в градовете Търговище и Варна.

## Личности
Иван Станков (Стоев) – пръв и най-изявен комунист от Беломорци. Секретар на околийския комитет на Партията в Омуртаг. Заточеник в концлагера „Свети Врач“, край Петрич. При конвоиране към Омуртаг, през 1943 година, убит в гората край село Великденче, Омуртагска околия. Днес в парка на селото има негов паметник.
Добри Полихронов – Изтъкнат учен в областта на животновъдството. Старши научен сътрудник първа степен в института по животновъдство в град Шумен. Специалист биволовъд, докарал с кораб от Индия първите бели биволици в България, и създал кръстоска с местни породи, с име „Мурра“. За това, и защото има по шест пръста на ръцете и краката си е наречен „Буда-българинът“
- Мария Пройкова
- Петко Русков